# 鉤鼻海蛇
鉤鼻海蛇（學名：Enhydrina schistosa），亦稱裂頦海蛇，是蛇亞目眼鏡蛇科裂頦海蛇屬下的一種有毒海蛇，主要分布於阿拉伯海及波斯灣、非洲塞舌爾及馬達加斯加、南亞（巴基斯坦、印度、孟加拉國、斯里蘭卡）、東南亞（緬甸、泰國、越南）、澳洲（北領地及昆士蘭）及新畿內亞等地區的海域。

## 特徵
鉤鼻海蛇的吻鱗幼長，為數4片，但仍比額冠鱗片短小。鼻間與吻部以兩片鱗片區隔，眶前及眶後均有約1至2片鱗片。額角有1至3片鱗片。上唇有7至8片鱗片，第四片（有時連同第三片）指向雙眼。下唇鱗片並不明顯。其鱗片構造如尖刺般突起，背鱗約有50至70排，腹鱗則有約210至314片，比背鱗稍大。鉤鼻海蛇的背部體色為深灰色，兩側及腹部則呈白色。幼蛇階段時身體以橄欖色或灰色為主，有黑色橫紋。成年鉤鼻海蛇體長約為1.1米，尾巴則長19公分。

## 棲息與習性
鉤鼻海蛇主要分布於印度一帶的海岸及海島，屬於當地最常見的廿多種海蛇之一。牠們能活躍於日間及夜間，平時能潛入100米深的海洋之中，並能潛伏久達五個小時。海蛇的舌頭有鹽份分泌線，能將身體多餘的鹽分排除。鉤鼻海蛇是有毒海蛇，但並不具強烈侵略性，即使被漁夫挾持亦不會害怕，不過一般而言漁人看到鉤鼻海蛇都會立刻將其拋回大海中。鉤鼻海蛇的毒素烈度約為眼鏡蛇的四至八倍。 約1.5毫克的鉤鼻海蛇毒素已足以致命。 鉤鼻海蛇主要以魚類為食。在香港及新加坡，鉤鼻海蛇是可被食用的蛇類之一。

## 備註
1. ↑  Rasmussen, A.; Sanders, K.; Lobo, A. & Courtney, T. . The IUCN Red List of Threatened Species. 2018: e.T176719A136258180 [amended version of 2010 assessment]  [9 August 2023]. doi:10.2305/IUCN.UK.2010-4.RLTS.T176719A136258180.en .
2. ↑  Rooij, Nelly de 1917 Reptiles of the Indo-Australian archipelago. E J Brill
3. ↑  數據為鉤鼻海蛇與一般澳洲毒蛇相比的結論。
4. ↑  Relative toxicity of snake venoms 的存檔，存档日期2008-12-09.

## 外部連結
- （英文）TIGR爬蟲類資料庫：鉤鼻海蛇 （页面存档备份，存于）
- （英文）The Reptile House